# World Doubles Championships 1980
Il World Doubles Championships 1980 è stato un torneo di tennis femminile che si è giocato a Tōkyō, in Giappone, dal 31 marzo al 7 aprile, su campi in sintetico indoor. È stata la 5ª edizione del torneo.

## Campionesse

### Doppio
Billie Jean King /  Martina Navrátilová hanno battuto in finale  Sue Barker /  Ann Kiyomura con il punteggio di 7–5, 6–3